# Belite

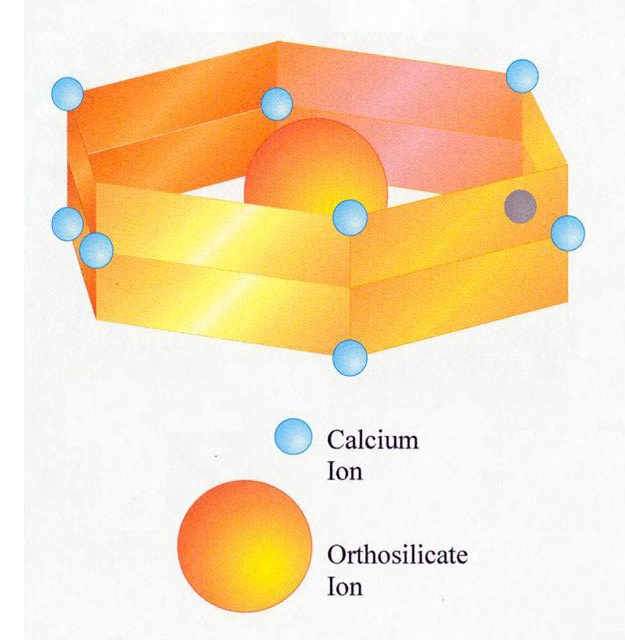
Struttura cristallina semplificata.

La belite, nome introdotto per la prima volta da Törneborn nel 1897 come sinonimo di silicato bicalcico, la cui formula chimica è {\displaystyle {\ce {Ca2SiO4}}}
({\displaystyle {\ce {2CaO.SiO2}}}) o nella chimica del cemento C2S, è uno dei costituenti principali del clinker di Portland.
La belite si idrata lentamente, attraverso una reazione esotermica che libera 63 kcal/kg, formando il silicato di calcio idrato
({\displaystyle {\ce {3CaO.2SiO2.3H2O}}}), indicato nella chimica del cemento con C-S-H, che è il principale responsabile della resistenza meccanica sul lungo periodo del cemento stesso, e idrossido di calcio.
La reazione è:
{\displaystyle {\ce {2C2S + 4H2O -> CSH + Ca(OH)2}}}
che può essere più semplicemente schematizzata come:
{\displaystyle {\ce {C2S + H -> CSH + CH}}}
La belite produce una quantità maggiore di C-S-H rispetto all'alite e una minore quantità di idrossido di calcio.
Presenta un basso calore di idratazione.